# Московское пиво (сорт)
«Моско́вское» — сорт советского пива, созданный в соответствии с традициями производства пива немецкого стиля Дортмундский / Экспортный лагер на московских заводах.

## История
Сорт был разработан в 1935 году специалистами ВНИИ пивоваренной и винодельческой промышленности. Вместе с ним были разработаны и внедрены в производство на пивоваренных заводах Наркомпищепрома другие известные советские сорта пива: «Жигулёвское», «Русское», «Украинское» и др.
Начиная с 1938 года «Московское» присутствует в советских стандартах. Оно регламентировалось как светлое пиво низового брожения с сильно выраженным хмелевым вкусом и ароматом. Оно должно было иметь плотность начального сусла не ниже 13 % и содержать не менее 3,5 % весовых (позднее — по массе) спирта. Для его изготовления, кроме пивоваренного солода и культурного хмеля, применялось 4,5 килограмма рисовой сечки на 1 гектолитр готового пива; позднее — 20 % рисовой муки или рисовой сечки.
С 1961 года в соответствии с республиканскоим стандартом РСФСР выпускалось «Московское оригинальное» — пиво с теми же параметрами, но более ярко выраженными вкусом и ароматом хмеля.